# Сулькевич, Александр
Искандер Мирза Хузман Бег Сулькевич (пол. Iskander Mirza Duzman Beg Sulkiewicz), известный как Александр Сулькевич (пол. Aleksander Sulkiewicz; 8 декабря 1867 года, Татарский Скирсоболь, Российская Империя — 18 сентября 1916, Ситовичи) — польский политик татарского происхождения, который выступал за независимость Польши и был соучредителем Польской социалистической партии.

## Ранние годы
Сулькевич родился в Скирсоболе Татарском, Царство Польское (ныне часть Литвы) в татарской семье с традициями поддержки дела независимости Польши. Он был сыном Матвея Иосифовича Сулькевича и Розалии Александровны урожденной Кричинской (Кричинская – женская форма имени Кричинских, одной из немногих татарских семей, официально признанных Речи Посполитой князьями). Его прапрадедом был Юзеф Белак, генерал восстания Костюшко, и одним из самых дорогих достояний семьи было письмо от Тадеуша Костюшко, в котором он благодарил Белака за его службу.
В детстве Сулькевич посещал турецкую школу в Стамбуле, где познакомился с польской эмигрантской общиной. После того, как его отец умер около 1877 года, он и его семья переехали в Сувалки, а затем в Сейны, где он продолжил учебу.

## Начало политической активности
В Вильнюсе, тогда входившем в состав Польши, Сулькевич был введен в социалистические круги и стал активным членом партии эсеров-пролетариатов. В ноябре 1892 года он присутствовал на Парижском съезде, на котором был создан Заграничный союз польских социалистов (пол. Związek Zagraniczny Socjalistów Polskich). Вернувшись в Польшу, он помог организовать группы Польской социалистической партии (ППС) в Вильнюсе. Вместе с Юзефом Пилсудским, Станиславом Войцеховским, Стефаном Беляком и Людвиком Зайковским он принял участие в митинге в лесу недалеко от Вильнюса, который впоследствии был признан Первым съездом ППС.
В 1890 году он устроился на работу в казначейство в Сувалках, а затем в таможни во Владыславово и Кибартаях. Используя эти должности, он взял на себя ответственность за контрабанду публикаций подпольной социалистической прессы из Женевы и Лондона в Царство Польское. Он также помогал литовским националистам ввозить контрабандой публикации на литовском языке, запрещенные российскими властями. Отчасти потому, что российские официальные лица не ожидали, что такой мусульманин, как Сулкевич, будет участвовать в кампаниях за независимость Польши, он мог продолжать свою тайную заговорщическую деятельность в течение длительного периода времени, не будучи обнаруженным. С 1895 по 1897 год и снова с 1899 по 1902 год он был членом ЦК ППС.
В 1900 году он оставил работу на таможне и по приказу партии переехал в Лодзь, где открыл типографию газеты «Роботник» (пол. Robotnik). Вместе с Пилсудским он составил и отредактировал первый номер газеты. Типография вскоре была обнаружена царской полицией, и хотя Сулькевичу удалось избежать ареста, Пилсудский был пойман. С помощью других, таких как Владислав Мазуркевич, Сулькевич начал строить планы побега Пилсудского. Это произошло 14 мая 1901 года, после того как Пилсудский симулировал психическое заболевание, чтобы его перевели из Варшавской цитадели в психиатрическую больницу с низким уровнем безопасности в Санкт-Петербурге. Побег мог спасти жизнь Пилсудскому, потому что в Польше было военное положение, а заговорщическая деятельность сурово наказывалась.
В 1903 году Сулькевич вернулся в ЦК ППС, на этот раз в Киеве. Его поймала полиция, но благодаря хорошим рекомендациям с прежних мест работы, через несколько месяцев освободили с предупреждением. Вскоре после этого внутри ППС произошел раскол, и Сулкевич вслед за Пилсудским присоединился к выступающей за независимость (в отличие от проинтернационалистической) Революционной фракции ППС. В 1908 году он стал членом ее ЦК.

## Первая мировая война и смерть

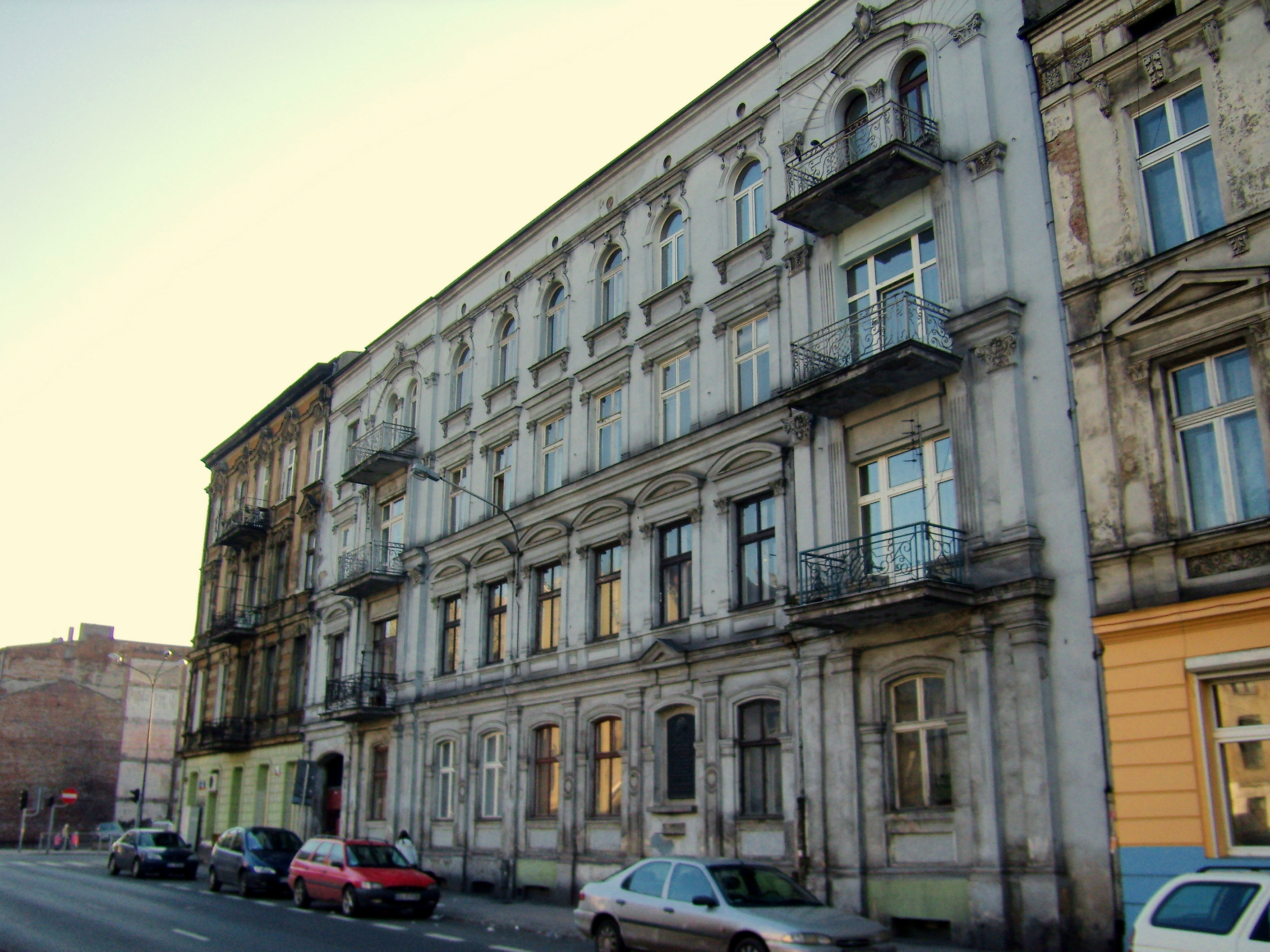
Бывшее место подпольной типографии Robotnik на улице Всходня в Лодзи, фото 2008 года.

Когда разразилась Первая мировая война, Сулькевич пошел добровольцем в Польские легионы. После создания Польской национальной организации он стал ее директором в Виленском крае и ездил с дипломатическими миссиями в Берлин, Копенгаген, Швецию и Киев. Затем он отправился в Галицию, а оттуда был отправлен Пилсудским в контролируемую немцами Варшаву, где он принимал активное участие в Польской военной организации (пол. Polska Organizacja Wojskowa) и ППС. Он был арестован немецкими властями в ноябре 1915 года, но в конце концов освобожден.
После освобождения Сулькевич переехал в оккупированную Австрией Польшу, чтобы снова сражаться на стороне польский легионеров. Первоначально он был назначен интендантом в мае 1916 года. Однако позже, после того как ему дважды отказали из-за его возраста (в то время ему было 48 лет), он получил передовую должность сержанта в Первой бригаде польских легионов. 18 сентября 1916 года во время битвы при Ситовичах он был смертельно ранен, когда бежал на помощь раненому хоронжу Адаму Коцу.
8 ноября 1925 года тело Сулькевича было перевезено в Варшаву и захоронено на Повонзком военном кладбище. Посмертно награжден орденом Virtuti Militari и Крестом Независимости с мечами.